# Halodiplosis insularis
Halodiplosis insularis är en tvåvingeart som beskrevs av Fedotova 1993. Halodiplosis insularis ingår i släktet Halodiplosis och familjen gallmyggor.
Artens utbredningsområde är Kazakstan. Inga underarter finns listade i Catalogue of Life.